# Kalakan trio
Pour les articles homonymes, voir Kalakan.
 (octobre 2020).
Kalakan est un groupe de musique du Pays basque composé de Thierry Biscary, Jamixel Bereau et Xan Errotabehere.
Il se caractérise par des arrangements minimalistes (voix, percussions) du répertoire traditionnel basque.
Le trio se fait connaître du grand public aux côtés de Madonna durant sa tournée MDNA tour 2012.

## Histoire

### Les débuts: 2009-2010
Kalakan est créé en 2009 par Paxkal Indo et Thierry Biscary à partir du duo qu'ils forment autour de la txalaparta.
À la suite d'une tournée européenne où ils interprètent une adaptation pour deux pianos et percussions basques du Boléro de Maurice Ravel avec les pianistes Marielle et Katia Labèque, ils proposent au percussionniste Frédéric Chambon de se joindre à eux pour former un trio. Ce dernier sera rapidement remplacé par le chanteur percussionniste Jamixel Bereau avant de démarrer les premières résidences d'artiste visant à préparer l'enregistrement de leur premier disque. Katia et Marielle Labèque participent à l'enregistrement en jouant un arrangement de Joël Merah pour deux pianos sur le titre Kantuz, et le chœur basque Anaiki de Paris assure les chœurs sur le titre De Treville-n azken hitzak.
Le disque éponyme sort à l'automne 2010. Il est tiré à 2 000 exemplaires et une partie de sa distribution est assurée par Abeille Musique et Elkar. Après quelques concerts de présentation, Paxkal Indo est remplacé par le chanteur percussionniste Xan Errotabehere.

### La reconnaissance: 2011-2012
Le groupe reçoit un bon accueil lors d'une trentaine de concerts[réf. nécessaire] donnés au Pays basque et en Europe. Il remporte le tremplin 2011 des Transhumances musicales de Laàs.
Durant l'été de la même année, Kalakan rencontrent Madonna au domicile de Marielle et Katia Labèque à Guéthary. Le 16 août, à l'occasion de son 53e anniversaire, ils lui font une surprise en interprétant leur version du Boléro de Ravel ainsi que certains morceaux de leur répertoire dont Sagarra jo!.
Madonna fait part au trio de l'éventualité de la rejoindre sur scène pour sa prochaine tournée, le MDNA tour 2012. Durant les trois mois de préparation du spectacle, Kalakan propose divers arrangements de hits de Madonna ainsi que de chants traditionnels basques. Celle-ci décide notamment de chanter un couplet de Sagarra jo! en basque, rendant ainsi hommage au peuple basque. Le trio est présent sur scène pendant sept morceaux au cours d'une tournée qui dure sept mois.
Kalakan se fait ainsi connaître du grand public.

### 2013 - 2020
Ils collaborent avec de nombreux musiciens notamment avec le jeune compositeur de Bilbao, Gabriel Erkoreka et le chef (basque aussi), Juan Jo Mena qui a dirigé entre autres, l’orchestre de la BBC, à Madrid, en mars 2016.
En 2017 ils collaborent avec le Duo L'Incontro pour le Lamin Tour
Ils se produisent en Franceet en Europe et aux États-Unis
Ils partagent leur expérience avec des élèves

## Influences musicales et propos artistique
En basque, Kalakan signifie « bavarder ». Accordant une grande importance à la langue basque et à sa musicalité, le trio met au goût du jour certains textes datant du XVIIe siècle.
Kalakan puise largement dans le répertoire traditionnel basque et en propose une lecture contemporaine en adoptant notamment les schémas courants (couplets-refrains) de la pop ou du rock 'n' roll. Il s'inspire également de techniques de percussions de groupes de world music, tels que Dakha Brakha (Ukraine), Barbatuques (Brésil) ou Berrogüetto (Galice, Espagne).
Le trio utilise des percussions basques (pandereta, txalaparta, tobera, ttun-ttun, atabal), des percussions corporelles ainsi que de gros tambours spécialement commandés au facteur d'orgue alsacien Rémy Malher.
En limitant les arrangements aux percussions et à la voix, les membres du groupe se concentrent sur le rythme et la mélodie.
Ainsi, en donnant du rythme à de vieilles mélopées ou en interprétant a cappella des chants plus récents, ils marquent une rupture dans la chanson basque qui se développe au Pays basque depuis les années 1970.

## Discographie
- 2010 : Kalakan
- 2015 : Elementuak[13]

Apparaissent également sur : 
- 2011 : Baionatik Bilbora (compilation)
- 2013 : MDNA world tour (album live)
- 2013 : Silex (collaboration avec OrekaTx)

## Filmographie
- 2011 : Elementuak. Clip vidéo de Baxter & Rojos productions.

Apparaissent également dans : 
- 2012 : The Labeque way. Documentaire de Felix Cabez
- 2013 : Katia et Marielle Labeque, rock et baroque. Documentaire de Fabrice Ferrari et Constance Lagarde
- 2013 : MDNA world tour. (DVD live)
- 2015 : Faire la parole. Documentaire d'Eugène Green[14]